# Paralycus lavoipierrei
Paralycus lavoipierrei är en kvalsterart som först beskrevs av Price 1973.  Paralycus lavoipierrei ingår i släktet Paralycus och familjen Pediculochelidae. Inga underarter finns listade i Catalogue of Life.